# Rassegna corale fiorentina di canti tradizionali
La Rassegna corale fiorentina di canti tradizionali è un appuntamento canoro che si tiene annualmente a Firenze; la rassegna è organizzata dal Coro La Martinella, sotto il patrocinio del CAI fiorentino e del Comune di Firenze (tramite il quartiere1) che la ospita in Palazzo Vecchio.
La rassegna si tiene abitualmente, con ingresso libero, in un sabato del mese di maggio: nella scenografica cornice del Salone dei Cinquecento, alla presenza del gonfalone della città accompagnato da chiarine e armigeri del Corteo Storico della Repubblica Fiorentina, il coro La Martinella ospita in ogni edizione due cori dal repertorio popolare e tradizionale.
Alla manifestazione nel corso degli anni hanno partecipato molte importanti compagini corali, tra cui ad esempio i Crodaioli del maestro Bepi De Marzi, il coro Stelutis del maestro Giorgio Vacchi, il Coro C.A.I. U.G.E.T. di Torino, il coro A.N.A. di Roma ed altri ancora.
Le prime edizioni sono state caratterizzate dalla partecipazione prevalente di cori della Toscana e dell'appennino tosco-emiliano, dando un forte risalto ai canti della regione. Successivamente gli inviti sono stati allargati a cori del nord Italia e (Emilia-Romagna ed arco alpino), del centro Italia (Lazio, Abruzzo, Marche) e dall'estero (Croazia, Svizzera).

## Elenco delle edizioni e dei cori partecipanti
| ANNO | CORI PARTECIPANTI                                                                                                  |
| ---- | --- |
| 1978 | - Coro Alpi Apuane - Capezzano Monte (LU) - Coro Versilia - Pieve Fosciana (LU)                                    |
| 1979 | - Corale G.Ferrari - Pallerone (MS) - Coro La Montanara - Fivizzano (MS)                                           |
| 1980 | - Coro Valle Pelago - Sant'Annapelago (MO) - Coro Monte Sagro - Carrara                                            |
| 1981 | - Coro De Victoria - Castelfranco Emilia (MO) - Coro Stelutis - Bologna                                            |
| 1982 | - Corocastel - Conegliano Veneto (TV) - Gruppo Corale - Montefiore dell'Aso (AP)                                   |
| 1983 | - Coro A.N.A. Roma - Roma - Coro De Victoria - Castelfranco Emilia (MO)                                            |
| 1984 | - Coro Barbagia - Nuoro - Coro Tre Pini - Padova                                                                   |
| 1985 | - Coro CRAL Cogne - Cogne (AO) - I Crodaioli - Arzignano (VI)                                                      |
| 1986 | - Plantation's Sound Chorus - Bologna - Coro Alpino Milanese - Milano                                              |
| 1987 | - Gruppo Corale Santa Margherita - Fidenza (PR) - Coro Genzianella - Biella                                        |
| 1988 | - Gruppo Polifonico Foianese - Foiano della Chiana (AR) - Coro Amici della Montagna - Genova                       |
| 1989 | - Coro Città di Forlì - Forlì - Coro Marmolada - Venezia                                                           |
| 1990 | - Corale Novantanove - L'Aquila - Gruppo Corale G.Mariotti - Parma                                                 |
| 1991 | - Corale G.E.V. - Vicenza - Coro La Baita - Scandiano (RE)                                                         |
| 1992 | - Gruppo Corale Il Baluardo - Lucca - Coro Alpes - Oderzo (TV)                                                     |
| 1993 | - Coro R.Montecuccoli - Pavullo (MO) - Coro Ticinia - Mesero (MI)                                                  |
| 1994 | - Coro Quatre Saisons - Donnas (AO) - Coro La Valle - San Quirico (VI)                                             |
| 1995 | - Gruppo Corale Santa Maria a Colonica - Prato - Coro Bianche Zime - Rovereto (TN)                                 |
| 1996 | - Corale Savani - Carpi (MO) - Coro Alpino La Cordata - Mestre (VE)                                                |
| 1997 | - Coro Alpette - Torino - Coro Valcanzoi - Castelfranco Veneto (TV)                                                |
| 1998 | - Coro Stella Alpina - Rho (MI) - Coro Penne Nere - Aosta                                                          |
| 1999 | - Coro Croda Rossa - Mirano (VE) - Coro Burcina - Biella                                                           |
| 2000 | - Coro Sibilla - Macerata - Coro Amici della Montagna - Origgio (VA)                                               |
| 2001 | - Coro Castiglionese - Castiglion dei Pepoli (BO) - Coro Minimo Bellunese - Belluno                                |
| 2002 | - Coro Città di Pistoia - Pistoia - Coro Monte Sagro - Carrara                                                     |
| 2003 | - Coro R.Montecuccoli - Pavullo (MO) - Coro Voci Amiche - Fivizzano (MS)                                           |
| 2004 | - Coro Tre Cime - Abbiategrasso (MI) - Coro Marco Garbin - Rovigno (Croazia)                                       |
| 2005 | - Coro Voce del Brenno - Blenio (Svizzera) - Coro Lavaredo - Padova                                                |
| 2006 | - Coro Oltrepiave - Vigo di Cadore (BL) - Coro Monte Alben Archiviato il 2 maggio 2009 in Internet Archive. - Lodi |
| 2007 | - Coro Verres - Verrès (AO) - Coro C.A.I. U.G.E.T. - Torino                                                        |
| 2008 | - Coro Suaves Voces - Ponte San Niccolò (PD) - Coro Marmolada - Venezia                                            |
| 2009 | - Coro Martinella - Serrada di Folgaria (TN) - Coro Leone - Bologna                                                |